# Cântecul colonadelor
Cântecul colonadelor (titlul original: în cehă Hudba kolonád) este un film muzical cehoslovac, realizat în 1975 de regizorul Vladimír Sís, protagoniști fiind actorii Jiří Hrzán, Jana Břežková, Jiří Kaftan și Milivoj Uzelac. 

## Rezumat
Festivalul Internațional al Magicienilor din Karlovy Vary: unul dintre spectacole este stilat ca o amintire a magicianului Vili Brod, care a fost pe scenă și la Karlovy Vary în anii 1930. Povestea lui Brod este completată ingenios de fragmente în sepia din documentare și lungmetraje cu tema Karlovy Vary...

## Distribuție
- Jiří Hrzán – magicianul Vili Brod
- Jana Břežková – Vilma, partenera lui Brod
- Jiří Kaftan –  fotograful Fi numit Fifoto
- Milivoj Uzelac – dirijorul
- Jára Pospíšil – cantăreț la Corsa
- Richard Weber – magicianul Richard
- Hana Packertová – însoțitoarea lui Richard
- Jiří Lír – maharadjah
- Josef Fajta – tovarășul exotic
- Ladislav Blažek – regizorul
- Jiří Budín – bucătarul
- Vojtěch Kuthan – cameramanul
- Franta Kocourek – Silák
- Josef Danda – superiorul
- Jaroslav Tomsa – omul care prezintă premiul la Šarivari / dublura lui Jiří Hrzán
- Olga Michálková – finanțatoarea filmului
- Karel Smrž – recuzitierul
- Václav Benda – un muzician
- Otto Havel – un muzician
- Petr Hora – un dansator
- Miloš Hojda – un dansator
- Miloslava Landsfeldová – o dansatoare
- Pavla Landsfeldová – o dansatoare
- Karel Landsfeld – un dansator
- Zdeněk Landsfeld – un dansator
- Černé divadlo Hany a Josefa Lamkových – Teatrul Negru Hana și Josef Lamk
- Milan Bajgar – membru al Teatrului Negru
- Zora Kořínková – membră a Teatrului Negru
- Hana Lamková – membră a Teatrului Negru
- Jaroslava Zelenková – membră a Teatrului Negru

## Melodii din film
- Dobrý den, růže – muzica: Zdeněk Liška, text: Vladimír Sís, interpretează: Jana Jonášová, Aleš Ulm și Vladimír Doležal
- Tak konec všech kouzel – muzica: Zdeněk Liška, text: Vladimír Sís, interpretează: Věra Nerušilová
- Moje pomsta, pane – muzica: Zdeněk Liška,  text: Vladimír Sís, interpretează: Jana Jonášová
- Jenom krátké ohlédnutí – muzica: Zdeněk Liška, text: Vladimír Sís, interpretează: Věra Nerušilová
- Biograf – muzica: Zdeněk Liška, text: Vladimír Sís, interpretează: Věra Nerušilová
- Vítej, kníže kouzelníků – muzica: Zdeněk Liška, text: Vladimír Sís, interpretează: cor
- Hvězdy ve Splitu nad mořem /Daleko me moj Split – muzica: Ivo Tijardović, text: Jiří Voldán, interpretează: Jára Pospíšil
- Mahárádžiáda – muzica: Zdeněk Liška, text: Vladimír Sís, interpretează: Věra Nerušilová

Titlurile, numele compozitorilor și al interpreților cântecelor prezentate în film, sunt luate din 